# 蒂扎克德屈尔通
蒂扎克德屈尔通（法語：Tizac-de-Curton，法語發音：[tizak də kyʁtɔ̃]）是法国吉伦特省的一个市镇，属于利布尔讷区。

## 地理
蒂扎克德屈尔通（44°49'16"N, 0°15'2"W）面积3.97 平方千米，位于法国新阿基坦大区吉倫特省，该省份为法国西南部沿海省份，是法國本土面积最大的省，北起滨海夏朗德省，西临大西洋，南至朗德省，东南接洛特-加龍省，东临多爾多涅省。
与蒂扎克德屈尔通接壤的市镇（或旧市镇、城区）包括：代尼亚克、热尼萨克、格雷济亚克、穆隆、内里让、圣康坦德巴龙。

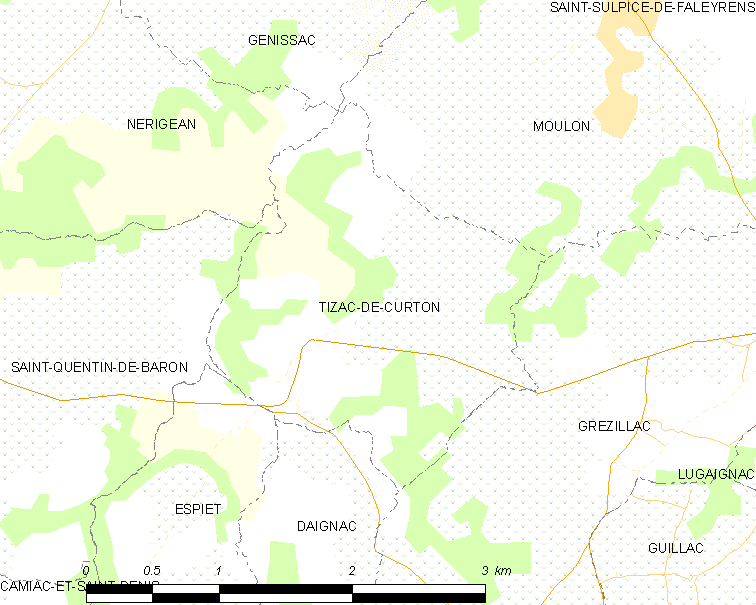
蒂扎克德屈尔通的OSM定位图

蒂扎克德屈尔通的时区为UTC+01:00、UTC+02:00（夏令时）。

## 行政
蒂扎克德屈尔通的邮政编码为33420，INSEE市镇编码为33531。

## 政治
蒂扎克德屈尔通所属的省级选区为多尔多涅山丘县。

## 人口

1962-2008年间蒂扎克德屈尔通人口变化图示

蒂扎克德屈尔通于2022年1月1日时的人口数量为376人。